# Näsbysjön
Näsbysjön är en sjö i Sandvikens kommun i Gästrikland och ingår i Gavleåns huvudavrinningsområde. Sjön är 7,7 meter djup, har en yta på 3,71 kvadratkilometer och befinner sig 62 meter över havet. Sjön avvattnas av vattendraget Vallbyån.

## Delavrinningsområde
Näsbysjön ingår i det delavrinningsområde (671772-154199) som SMHI kallar för Utloppet av Näsbysjön. Medelhöjden är 73 meter över havet och ytan är 14,43 kvadratkilometer. Räknas de 20 avrinningsområdena uppströms in blir den ackumulerade arean 126,49 kvadratkilometer. Vallbyån som avvattnar avrinningsområdet har biflödesordning 2, vilket innebär att vattnet flödar genom totalt 2 vattendrag innan det når havet efter 48 kilometer. Avrinningsområdet består mestadels av skog (22 procent), öppen mark (14 procent) och jordbruk (24 procent). Avrinningsområdet har 3,71 kvadratkilometer vattenytor vilket ger det en sjöprocent på 25,7 procent. Bebyggelsen i området täcker en yta av 1,83 kvadratkilometer eller 13 procent av avrinningsområdet.